# Brains
Brains – miejscowość i gmina we Francji, w regionie Kraj Loary, w departamencie Loara Atlantycka.
Według danych na rok 2010 gminę zamieszkiwały 2584 osoby, a gęstość zaludnienia wynosiła 168 osób/km².